# Pomnik gen. Józefa Sowińskiego w Warszawie
Pomnik gen. Józefa Sowińskiego w Warszawie – brązowy posąg na cokole autorstwa polskiego rzeźbiarza i medaliera Tadeusza Breyera, odsłonięty 28 listopada 1937 w parku Sowińskiego na Woli w Warszawie.

## Opis
Pomnik przedstawia generała Józefa Sowińskiego ubranego w generalski płaszcz, z szablą w prawej i lunetą w lewej dłoni. Na cokole widnieje napis:

Generał Józef Sowiński poległy 6.IX.1831 na szańcach Woli w obronie Ojczyzny.

W czasie powstania warszawskiego w pobliżu pomnika znajdowało się stanowisko bojowe „Ziu” – niemieckiego samobieżnego moździerza typu Karl. 
Monument przetrwał wojnę w dobrym stanie.

## Galeria

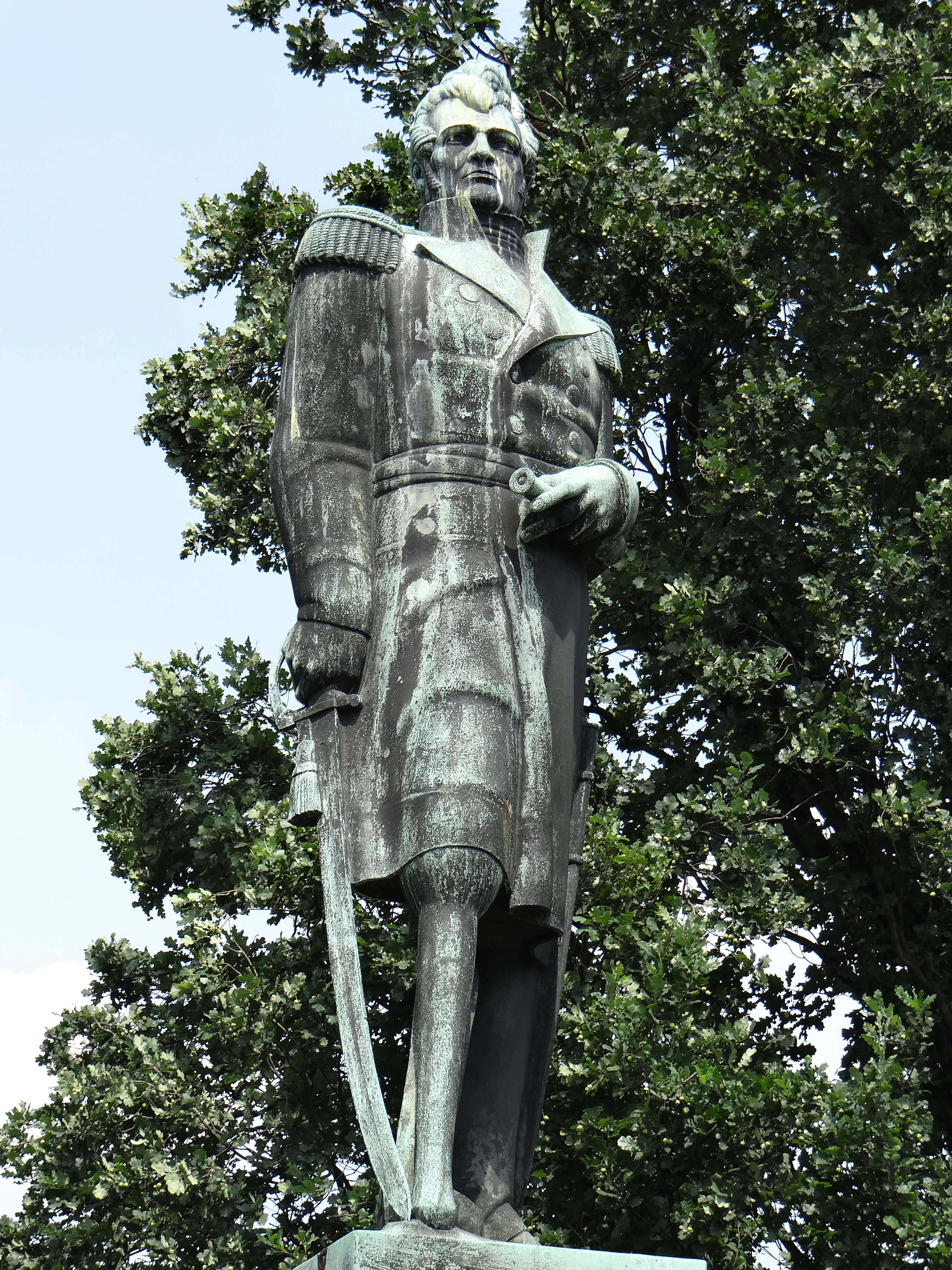
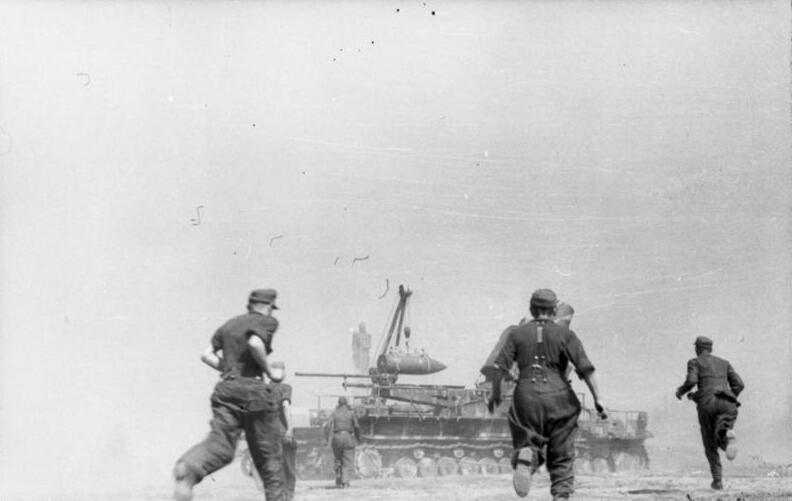
Niemieccy żołnierze 638 baterii artylerii ciężkiej biegną w kierunku „Ziu” – niemieckiego moździerza typu Karl używanego do ostrzału Starego Miasta i Śródmieścia w trakcie powstania warszawskiego. W tle pomnik generała Sowińskiego.
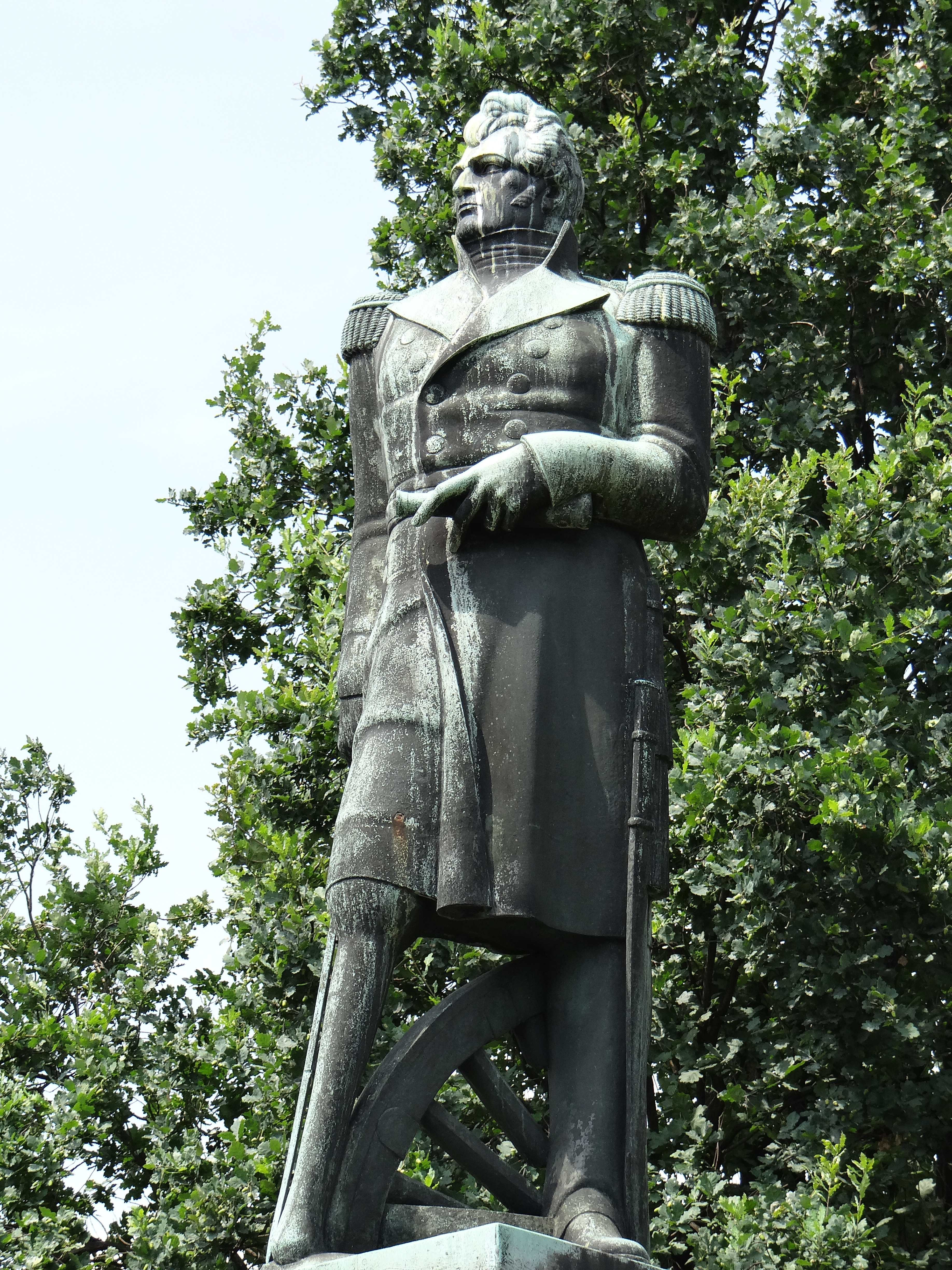